# Applecore
Applecore è il primo EP da solista di Paolo Negri, pubblicato l'8 maggio 2007.
Il disco è stato prodotto dalla Hammondbeat Records e contiene 5 brani estratti dall'album A Bigger Tomorrow del 2007.

## Tracce
1. Can't Get Satisfied – 2:26
2. Under the Rain, Waiting for You – 5:11
3. Orange Peel – 3:40
4. Song for My Father – 5:06
5. Miss Cherry – 2:55

## Formazione
- Vittorio Solinas - batteria, congas, cuíca; chitarra in Can't Get Satisfied
- Lucio Calegari - chitarra
- Paolo Negri - organo Hammond